# آنا گستایر
آنا گَستایر (انگلیسی: Ana Gasteyer؛ زادهٔ ۴ مهٔ ۱۹۶۷) هنرپیشه اهل ایالات متحده آمریکا است. او از سال ۱۹۹۵ میلادی تاکنون مشغول فعالیت بوده‌است.

## گزیدهٔ آثار

### سینما
- ربات و فرانک (۲۰۱۲)
- دختران بدجنس (۲۰۰۴)
- آنچه زنان می‌خواهند (۲۰۰۰)
- زن در بالا (۲۰۰۰)
- ژپتو (۲۰۰۰)
- با دیدلز آشنا شوید (۱۹۹۸)

### تلویزیون
- زیاد ذوق‌زده نشو (۲۰۱۱)
- همسر خوب (۲۰۱۱–۲۰۱۰)
- فریژر (۲۰۰۲)
- نظم و قانون (۱۹۹۸)
- پخش زنده شنبه شب (۲۰۰۲–۱۹۹۶)
- ساینفلد (۱۹۹۵)